# NGC 4921
NGC 4921 је спирална галаксија у сазвежђу Береникина коса која се налази на NGC листи објеката дубоког неба.
Деклинација објекта је + 27° 53' 8" а ректасцензија 13h 1m 26,3s. Привидна величина (магнитуда) објекта NGC 4921 износи 12,5 а фотографска магнитуда 13,3. NGC 4921 је још познат и под ознакама UGC 8134, MCG 5-31-98, CGCG 160-95, DRCG 27-97, PGC 44899.